# Gadila honoluluensis
Gadila honoluluensis är en blötdjursart som först beskrevs av Watson 1879.  Gadila honoluluensis ingår i släktet Gadila och familjen Gadilidae. Inga underarter finns listade i Catalogue of Life.